# 아리스가와 히마리
아리스가와 히마리(일본어: 有栖川 ひまり)는 도에이 애니메이션 키라키라☆프리큐어 아라모드에 등장하는 가공의 인물이다. 애니메이션 성우는 후쿠하라 하루카이다.

## 프로필
| 아리스가와 히마리    | 아리스가와 히마리          |
| -------------------- | -------------------------- |
| 성별                 | 여자                       |
| 생일                 | 4월 16일                   |
| 나이                 | 14세                       |
| 별자리               | 양자리                     |
| 소속                 | 키라파티                   |
| 포지션               | 주연, 조력자, 히로인       |
| 변신체               | 큐어 커스터드              |
| 상징색               | 노란색                     |
| 등장 프리큐어 시리즈 | 키라키라☆프리큐어 아라모드 |

## 인물
키라키라☆프리큐어 아라모드에 등장하는 소녀로 얌전하고 내성적이라 대인관계가 약한 편이다. 다른 사람이 가까이해도 기피하였으며 목소리도 작게 하여서 무슨 말인지 못 알아들을 정도였다.
푸딩을 좋아하는 편이며 스위츠에 대한 지식이 풍부하여 학습하고 있다. 하지만 실제로 만들어 본 적은 거의 드문 편이다.
의외로 행동이 민첩하여 이치카를 놀라게 했을 정도로 알려졌다.

## 큐어 커스터드
아리스가와 히마리가 프리큐어로 변신한 모습. 상징색은 노란색, 상징 스위츠는 커스터드 푸딩이다.
포니테일에 엉덩이에 다람쥐 꼬리가 달려있는 모습이며 푸딩 모양의 치마의 노란색 의상을 입고 있다.

### 필살기
- 커스터드 일루전